# Quer durch die Lüneburger Heide
Quer durch die Lüneburger Heide ist ein Eintagesrennen im Straßenradsport durch die Lüneburger Heide, das international als „eine der ältesten deutschen Fernfahrten“ gilt. Die Strecke führt von Hannover über Walsrode bis nach Visselhövede mit einer Länge von mehr als 140 Kilometer. Heutiger Veranstalter des vormals auch als „Quer durch“ bezeichneten Radrennens und heutigen Radtourenfahrens ist der Radsport-Verein Concordia Hannover von 1909.

## Geschichte

### Seit dem Kaiserreich
Das Rennen – schon zur Zeit des Deutschen Kaiserreichs unter dem Titel „Quer durch die Lüneburger Heide“ – wurde erstmals 1912 ausgetragen. Veranstalter war in den ersten Jahren der Verein Radfahrer-Verein Pfeil von 1909. Start und Ziel lagen beim Gasthof Heine im hannoverschen Stadtteil Vahrenwald. Die Strecke führte über Langenhagen, Mellendorf, Essel und Walsrode nach Visselhövede, und – nach einer Pause von 20 Minuten – von dort wieder zurück.
Zur Zeit der Weimarer Republik eröffnete die DRU wiederholt jeweils gegen Ende des Monats März die Saison der Straßenrennen mit der Fernfahrt „Quer durch die Lüneburger Heide“, wie das in Österreich erscheinende Wiener Sport-Tagblatt im Laufe der 1920er Jahre immer wieder berichtete: Wenige Monate vor dem Höhepunkt der Deutschen Hyperinflation starten im März 1923 90 Teilnehmer. Nach einem Massensturz von 20 Fahrern gleich nach dem Start, in den auch der Sieger des Vorjahres „Bücher (Hannover)“ verwickelt war, gewann „F. Kramer (Hannover)“ an der Spitze mit sieben Mann mit neuer Rekordzeit von 4:40 vor Rosenbusch, Neumann, Hartmann, Eicke, Seitz, Kempinski, Merkt, Axel Fricke und Breinle.
Am 29. März 1924 verwies die Tageszeitung Neues Wiener Tagblatt auf ihren einzigen Sonderartikel zum Thema Radfahren, auf das Rennen Quer durch die Lüneburger Heide. Unter diesem Titel berichtete das Wiener Sport-Tagblatt am selben Tag vom „Überraschungssieg von Fricke (Hannover)“ vor dem aus Berlin teilnehmenden Kloß und den beiden Nächstplatzierten aus Saarbrücken. Den Sieg konnte Alex Fricke mit einer Zeit von 5:14:21 erringen.
1926 gewann der Berliner Rudolf Wolke vor seinem Bruder Bruno Wolke und dem Mannheimer „K. Schuler“ in 5:03:58.
Ende März 1927 berichtete das Sport-Tagblatt unter der Überschrift Vom Internationalen Rennsport von dem von der DRU veranstalteten Rennen mit 150 Teilnehmern, darunter der Unions-Meister Hermann Buse. Mit einer Fahrzeit von 4:19 errang der aus Berlin kommende Nickel vor seinem Berliner Kollegen Buse. Auch die drei nächstplatzierten Fahrer Büttner, Wolf und Kloß stammten aus Berlin.
Eröffnung der deutschen Straßenrennsaison titelte das Wiener Sport-Tagblatt 1929, und berichtete über den Sieg des Hannoveraners „Kurt Schumacher“ in einer Zeit von 5:07 vor seinem – „wegen unerlaubter Unterstützung als nächst preisverlustig“ erklärten – Bruder Walter und den nächstplatzierten Bober (Hannover), Panse (Bremen) und Pappenberg (Hannover).

### Nachkriegszeit
Ab Ende Juli 1987 richtete der Radsport-Verein Concordia Hannover von 1909 das Rennen quer durch die Lüneburger Heide erstmals als Radtourenfahrt aus.